# 东丹
东丹（926年—952年或982年）是辽朝灭亡渤海国后在其地设立的一个属国。930年，首任东丹国王耶律倍逃奔后唐，东丹名存实亡。952年，末任东丹国王耶律安端死后，无人继承王位。辽朝可能于982年取消东丹国建置。

## 建国
辽太祖天显元年（926年），辽与渤海国的战争以辽的胜利结束，封皇太子耶律倍于其地，称“人皇王”，因渤海在辽东方，故名为东丹国（东契丹之意）。建都于渤海故都忽汗城，改名为天福城（今中国黑龙江省宁安市），年号甘露。东丹国按照渤海制度治理，君主有权任命百官，每年向辽国贡纳细布五万匹、粗布十万匹、马一千匹。有四个宰相，契丹与渤海人各有二个。
不久，辽太祖死，耶律倍前往辽皇都宫（今内蒙古巴林左旗境内）奔丧。天显三年（928年）十二月，耶律德光升东丹的东平郡为辽国南京（今辽宁辽阳北），强行自天福城徙东丹人民充实东平郡，天福城遂衰落。天显五年（930年），耶律倍因受德光猜忌，逃奔后唐，东丹国名存实亡，后继者为其长子耶律阮。

## 灭亡
天显六年（931年），辽按照渤海国的旧例，在南京设立中台省。会同元年（938年），将南京改名为东京。
天禄元年（947年）耶律阮成为契丹皇帝，以耶律安端主东丹国。应历二年（952年）十二月，耶律安端死，其继任者史无记载。作为东丹国行政机构的中台省一直存在到辽圣宗时期。也有部分学者认为东丹国大约至少在辽景宗时期（969年-982年）或直到982年才结束。

## 外交
929年，东丹国曾遣使裴璆至日本，高成詞、成文角至後唐。931年、935年，东丹国两次遣使至後唐，以朝貢名义去见逃到后唐的国王耶律倍。

## 君主列表
| 廟號 | 諡號         | 漢名          | 契丹名 | 在世时间    | 年號 | 在位時間    |
| ---- | ------------ | ------------- | ------ | ----------- | ---- | ----------- |
| 义宗 | 文献钦义皇帝 | 倍            | 突欲   | 899年-937年 | 甘露 | 926年-930年 |
|      | 端顺皇后     | 蕭氏 （摄政） |        | ？-940年    |      | 930年-940年 |
| 世宗 | 孝和庄宪皇帝 | 阮            | 兀欲   | 919年-951年 |      | 940年-947年 |
|      |              |               | 安端   | ？-952年    |      | 947年-952年 |